# Amerikaanse auto in 1931
Dit artikel geeft een overzicht van alle Amerikaanse personenwagens geproduceerd in 1931 door een significante autoconstructeur. De auto's staan alfabetisch gerangschikt per merk. Hier staan enkel Amerikaanse merken, ongeacht of ze eigendom zijn van een niet-Amerikaans concern. Ook gaat het om constructeurs die algemeen bekend zijn met auto's die algemeen voor het publiek verkrijgbaar zijn. 
| Cadillac |                  | concern:                  | General Motors Verenigde Staten |
| Cadillac | divisie:         |                           |                                 |
| Cadillac | merk:            | Cadillac Verenigde Staten |                                 |
| Cadillac | model:           | 370 A                     |                                 |
| Cadillac | einde productie: | 1931                      |                                 |
| Cadillac | productieaantal: | ?                         |                                 |

| Chrysler |                  | concern:                  | Onafhankelijk |
| Chrysler | divisie:         |                           |               |
| Chrysler | merk:            | Chrysler Verenigde Staten |               |
| Chrysler | model:           | Imperial                  |               |
| Chrysler | einde productie: | 1633                      |               |
| Chrysler | productieaantal: | ?                         |               |

| Duesenberg |                  | concern:                    | Cord Verenigde Staten |
| Duesenberg | divisie:         |                             |                       |
| Duesenberg | merk:            | Duesenberg Verenigde Staten |                       |
| Duesenberg | model:           | J                           |                       |
| Duesenberg | einde productie: | 1936                        |                       |
| Duesenberg | productieaantal: | ?                           |                       |

| Reo |                  | concern:             | Onafhankelijk |
| Reo | divisie:         |                      |               |
| Reo | merk:            | Reo Verenigde Staten |               |
| Reo | model:           | B-350 Royale         |               |
| Reo | einde productie: | 1936                 |               |
| Reo | productieaantal: | ?                    |               |

| Stutz |                  | concern:               | Onafhankelijk |
| Stutz | divisie:         |                        |               |
| Stutz | merk:            | Stutz Verenigde Staten |               |
| Stutz | model:           | DV 32                  |               |
| Stutz | einde productie: | 1935                   |               |
| Stutz | productieaantal: | ?                      |               |